# Македоники Ихо
Вижте пояснителната страница за други значения на Верия.
„Македоники Ихо“ (на гръцки: «Μακεδονική Ηχώ», в превод Македонско ехо) е гръцки вестник, издаван в град Бер (Верия).
Вестникът започва да излиза в 1935 година. Издател му е Манолис (Лолис) Смирлис, виден берски общественик, издател, писател и историк, автор на няколко исторически книги за региона. Вестникът престава да излиза вероятно в 1941 година. Подзаглавието е Седмичен вестник на принципите на властите на новата държава (ΕΒΔΟΜΑΔΙΑΙΑ ΕΦΗΜΕΡΙΣ ΟΡΓΑΝΟΝ ΤΩΝ ΑΡΧΩΝ ΤΟΥ ΝΕΟΥ ΚΡΑΤΟΥΣ).